# Liste der Kreisstraßen in Erfurt

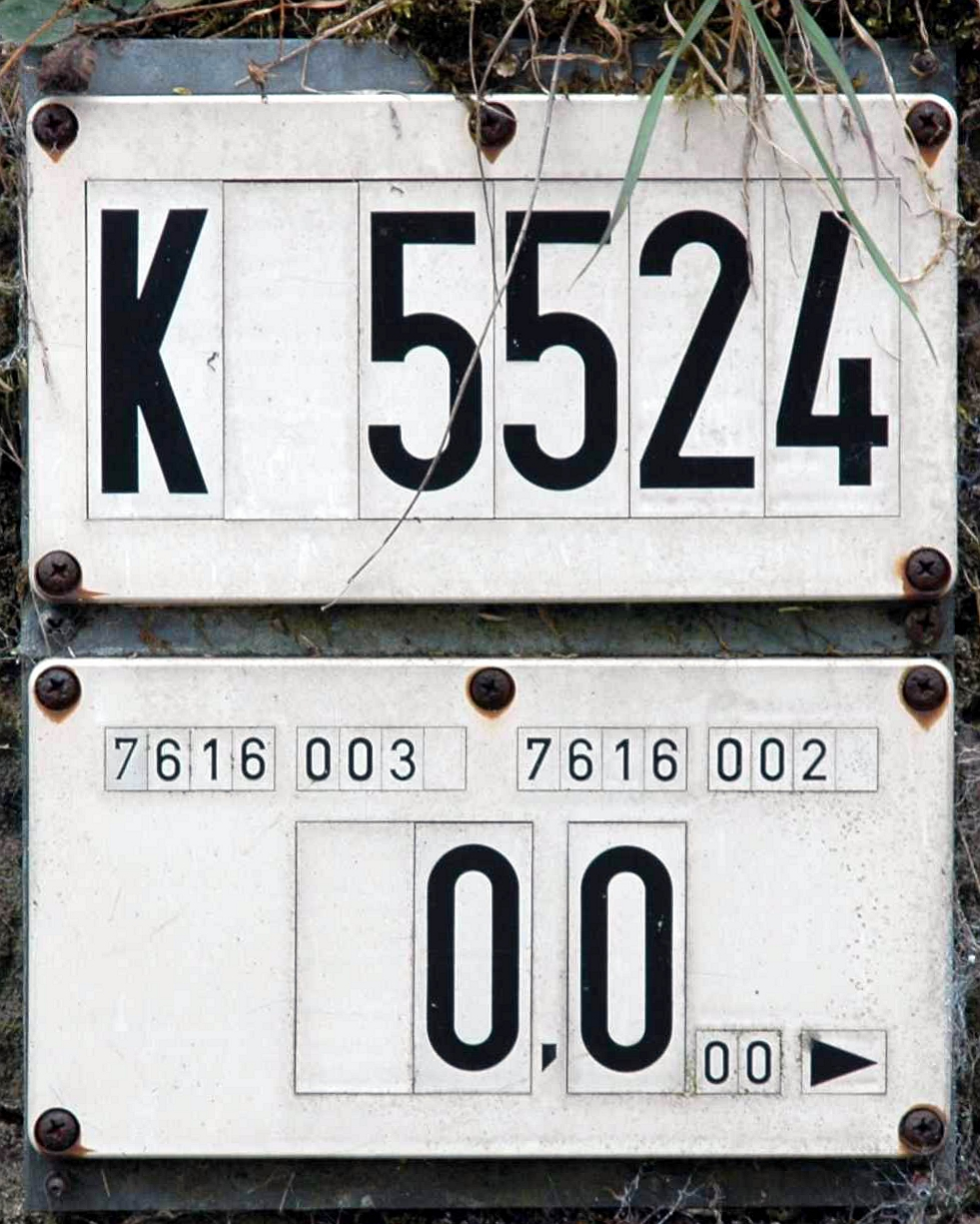
Stationszeichen

Die Liste der Kreisstraßen in Erfurt ist eine Auflistung der Kreisstraßen in der thüringischen Landeshauptstadt Erfurt.

## Abkürzungen
- K: Kreisstraße
- L: Landesstraße

## Liste
Straßen und Straßenabschnitte, die unabhängig vom Grund (Herabstufung zu einer Gemeindestraße oder Höherstufung) keine Kreisstraßen mehr sind, werden kursiv dargestellt. Der Straßenverlauf wird in der Regel von Nord nach Süd und von West nach Ost angegeben.
| Nr.  | Verlauf |
| ---- | --- |
| K 3  | K 54 – Leipziger Straße – /L 1055 |
| K 10 | K 12 – Salomonsborner Straße – Marbacher Chaussee – K 52 – Ilmenauer Straße – Teichplatz – Hermann-Müller-Straße – Schwarzburger Straße – Mühlhäuser Straße – Bergstraße – K 56 |
| K 11 | Schaderoder Straße – K 12 |
| K 12 | (K 21 im Landkreis Gotha) – Stadtgrenze – Bienstädter Tor – Erfurter Tor – Leipziger Straße – K 24 – Zimmerchaussee – K 11 – Vor dem Hirtstor – K 10 – Vor dem Hirtstor – Neue Allacher Chaussee – K 14 |
| K 14 | (K 18 im Landkreis Gotha) – Stadtgrenze – Nottlebener Straße – L 1055 – Gamstädter Landstraße – L 1055 – Amtmann-Wincopp-Straße – Gottstedter Landstraße – K 15 – Gottstedter Landstraße – K 12 – Gottstedter Landstraße – Flughafenstraße – Binderslebener Landstraße – K 35 |
| K 15 | K 14 – Kleine Dorfstraße – Frienstedter Landstraße – Gottstedter Höhe – Hirtenhausstraße – Dietendorfer Straße – |
| K 16 | / – Eisenacher Straße – Gothaer Straße – K 35 – Gothaer Platz (– Abzweig Alfred-Heß-Straße – Steigerstraße zur Schillerstraße) – Straße des Friedens – K 26 – Straße des Friedens – Pförtchenstraße – Schillerstraße – K 35 – Schillerstraße – K 54 – Weimarische Straße – K 40 – Weimarische Straße – /L 1052 |
| K 20 | (K 20 im Landkreis Gotha) – Stadtgrenze – Marienthalstraße – Graf-Gotter-Straße – Stadtgrenze – (K 20 im Ilm-Kreis) |
| K 21 | K 26 – Möbisburger Weg – Moisdorfer Straße – Hauptstraße – K 25 – Walterslebener Straße – Möbisburger Straße – K 22 – Alte Chaussee – K 22 – Am Wiesengrund – K 23 – Am Wiesengrund – L 1049 |
| K 22 | L 3004 – Alte Chaussee – K 21 – Alte Chaussee – K 21 – Alte Chaussee – L 3004 |
| K 23 | K 21 – Zur Kirchheimer Flur – Stadtgrenze – (K 21 im Ilm-Kreis) |
| K 24 | L 1049 – Rockhauser Straße – Stadtgrenze – (K 21 im Ilm-Kreis) |
| K 25 | K 21 – Hauptstraße – Rhodaer Straße – Hubertusstraße – K 35 |
| K 26 | K 16/K 35 – Espachstraße – K 16/K 35 – Espachstraße – Cyriakstraße – Winzerstraße – Wagdstraße – Hochheimer Platz – Bischlebener Straße – Geratalstraße – K 21 – Geratalstraße – Stadtgrenze – (K 25 im Landkreis Gotha) |
| K 35 | / – Hannoversche Straße – K 52 – Heinrichstraße – K 14 – Heinrichstraße – K 16 – Gothaer Platz (– Abzweig Alfred-Heß-Straße – Steigerstraße zur Schillerstraße) – Straße des Friedens – K 26 – Straße des Friedens – Pförtchenstraße – Schillerstraße – K 16 – Arnstädter Straße – Martin-Andersen-Nexö-Straße – Arnstädter Chaussee – K 25 – Arnstädter Chaussee – L 1049/L 3004                                                                    |
| K 40 | K 16 – Jenaer Straße – Rudolstädter Straße – K 47 – Rudolstädter Straße – L 1052 – Rudolstädter Straße – K 42 – Rudolstädter Straße – K 41 – Rudolstädter Straße – L 1052 |
| K 41 | K 40 – Am Kleinen Haarberg – Zum Strohberg – Am Teufelstale – Stadtgrenze – (K 205 im Landkreis Weimarer Land) |
| K 42 | – Linderbacher Straße – Eiche – Büßlebener Straße – K 40 |
| K 45 | – Azmannsdorfer Straße – Kirchstraße – Vieselbacher Straße – Erfurter Allee – K 49 – Rathausstraße – Weimarstraße – Stadtgrenze – (K 502 im Landkreis Weimarer Land) |
| K 46 | Dorfstraße – Wallicher Landstraße – Gewerbestraße – K 49 |
| K 47 | K 40 – Am Herrenberg – L 1052 |
| K 48 | Sömmerdaer Straße – Stadtgrenze – (K 204 im Landkreis Weimarer Land) |
| K 49 | (K 515 im Landkreis Sömmerda) – Stadtgrenze – Vieselbacher Straße – K 46 – Karl-Marx-Straße – K 45 |
| K 50 | /L 1051 – Stotternheimer Straße – K 52 – Stotternheimer Straße – Hugo-John-Straße – Paul-Schäfer-Straße – Dieselstraße – Eugen-Richter-Straße – Steinplatz – Schlachthofstraße – K 54 |
| K 52 | K 10 – Bodenfeldallee – K 35 – Straße der Nationen – K 56 – Straße der Nationen – K 54 – Am Roten Berg – K 50 – Bunsenstraße – Schwerborner Straße – Ilversgehofener Straße – K 53 – Ilversgehofener Straße – K 59 |
| K 53 | K 59 – Verbindungsstraße zwischen der Stotternheimer Chaussee und der Ilversgehofener Straße – K 52 |
| K 54 | (K 15 im Landkreis Sömmerda) – Stadtgrenze – Nödaer Straße – Straußfurter Straße – K 59 – Erfurter Straße – Kühnhäuser Straße – K 59 – August-Röbling-Straße – – August-Röbling-Straße – K 58 – August-Röbling-Straße – K 52 – … – K 50 – Stauffenbergallee – K 3 – Stauffenbergallee – K 16 – Clara-Zetkin-Straße – Am Schwemmbach – Kranichfelder Straße – Haarbergstraße – Schellrodaer Straße – Stadtgrenze – (K 515 im Landkreis Weimarer Land) |
| K 56 | (K 19 im Landkreis Sömmerda) – Stadtgrenze – Sondershäuser Straße – – Sondershäuser Straße – K 59 – Sondershäuser Straße – K 58 – Sondershäuser Straße – Nordhäuser Straße – K 52 – Nordhäuser Straße – K 10 |
| K 58 | K 56 – Malchiner Straße – Gubener Straße – Ringstraße – Bernauer Straße – K 54 |
| K 59 | (K 20 im Landkreis Sömmerda) – Stadtgrenze – Elxleber Weg – Kühnhäuser Chaussee – – Tiefthaler Straße – K 56 – Sondershäuser Straße – K 56 – Kühnhäuser Straße – K 54 – Kühnhäuser Straße – Erfurter Straße – K 54 – Friedrich-Neumeyer-Straße – Am Kirchanger – Österbergstraße – Mittelhäuser Chaussee – L 1051 – Erfurter Landstraße – L 1051 – Zum Stotternheimer See – Stotternheimer Chaussee – K 53 – Stotternheimer Chaussee – K 52          |
| K 61 | (K 513 im Landkreis Sömmerda) – Stadtgrenze – Alperstedter Straße – L 1051 |